# Raymondville, Missouri
Raymondville är en ort (town) i Texas County i delstaten Missouri i USA. Orten hade 345 invånare, på en yta av 7,65 km² (2020).